# Dibrova, Novhorod-Siverskîi
Dibrova (în ucraineană Діброва) este un sat în comuna Hremeaci din raionul Novhorod-Siverskîi, regiunea Cernihiv, Ucraina.

## Demografie
Componența lingvistică a localității Dibrova
     Rusă (100%)
Conform recensământului din 2001, toată populația localității Dibrova era vorbitoare de rusă (100%).